# Simon von Vermandois
Simon von Vermandois († 10. Februar 1148) war Bischof von Tournai-Noyon bis 1146 und danach Bischof von Noyon. Er war ein Sohn des Grafen Hugo von Vermandois und der Adelheid von Valois, väterlicherseits gehörte er der Dynastie der Kapetinger an.
Simon wurde 1123 zum Bischof von Tournai-Noyon gewählt. In seinem Amt verfolgte er die Mörder seines Schwagers, Graf Karls des Guten von Flandern, und stiftete 1129 die Zisterzienserabtei Ourscamp. Im Jahr 1142 unterstützte er seinen Bruder, Graf Rudolf von Vermandois, bei der Trennung von dessen Frau und gewann für dieses Vorhaben seine Amtskollegen aus Laon und Senlis. Der mächtige Bruder der verstoßenen Frau, Graf Theobald IV./II. von Blois-Champagne, konnte allerdings den Papst für seine Interessen gewinnen, der wiederum die Exkommunikation über Simon aussprach. Simon reiste nach Rom, um sich mit dem Papst auszusöhnen, dabei gelang es ihm aber nicht, den Teilungsplan für die Diözese Tournai-Noyon zurückzuweisen.
Im Jahr 1146 wurde das Bistum geteilt, Bischof von Tournai wurde Anselm, während Simon das neu geschaffene, aber kleinere Bistum Noyon blieb. Hier brachte er Pläne zum Bau einer neuen Kathedrale voran. Im Jahr 1147 begleitete er seinen Cousin, König Ludwig VII., auf den zweiten Kreuzzug in das heilige Land. Simon starb in Kleinasien, sein Leichnam wurde in die von ihm gegründete Abtei von Ourscamp transferiert.